# Пуххајм
Пуххајм (њем. Puchheim) општина је у њемачкој савезној држави Баварска. Једно је од 23 општинска средишта округа Фирстенфелдбрук. Према процјени из 2010. у општини је живјело 19.441 становника. Посједује регионалну шифру (AGS) 9179145.

## Географски и демографски подаци
Пуххајм се налази у савезној држави Баварска у округу Фирстенфелдбрук. Општина се налази на надморској висини од 535 метара. Површина општине износи 12,2 km². У самом мјесту је, према процјени из 2010. године, живјело 19.441 становника. Просјечна густина становништва износи 1.588 становника/km².

## Међународна сарадња
| Мјесто    | Држава   | Врста сарадње | Од    |
| --------- | -------- | ------------- | ----- |
| Сало      | Финска   | партнерство   | 2006. |
| Залакарош | Мађарска | партнерство   | 1991. |
| Нађканижа | Мађарска | партнерство   | 1991. |
| Атнанг    | Аустрија | партнерство   | 1993. |
| Извор     |          |               |       |